# Im Bauch des Wals
Im Bauch des Wals ist eine 1989 im Suhrkamp Verlag erschienene experimentelle, autobiografisch durchsetzte Erzählung von Paul Nizon in fünf „Caprichos“. Geschrieben wurde sie laut Schlusssatz in Paris zwischen 1986 und 1988.

## Inhalt
Es gibt keine Geschichte nach klassischem Muster. Auch die fünf „Caprichos“ entsprechen weder logisch aufeinanderfolgenden Kapiteln noch für sich stehenden Erzählungen; es sind vielmehr Abfolgen von kurzen Gedankenfetzen und längeren Sinnierphasen. Diese Versatzstücke bilden ein „Hin und Her zwischen verschiedenen Motiven und das abrupte Vor- und Zurückgreifen in einem weniger linear als zyklisch angelegten narrativen Assoziationsstrang“.

### Soldaten
Der Ich-Erzähler wohnt in Paris in einer 6 m²-Mansarde. Das „Capricho“ beginnt mit seiner Schilderung einer zurückliegenden Beobachtung von Kanalreinigern und führt über die Assoziation mit Soldaten und über das Gefühl, selbst „ein einzelner Soldat an einer stillen Front“ zu sein, zur Imagination eines zurückgelassenen Soldaten an der öden Grenze zur Mandschurei. Später denkt der Erzähler an einen Clochard, dessen Optik und Benehmen so gar nicht dem gängigen Bild der Stadtstreicher entspricht. Der Erzähler nennt ihn „Der Marschierer“ und spekuliert, ob er der Soldat sein könnte, jetzt ausgedient, aber das Heimkommen fürchtend, weil ein Traum zerplatzen könnte. Daran anknüpfend, lässt sich der Erzähler über das Träumen aus. In diesem Zusammenhang fällt die Formulierung, die dem Buch den Titel gibt: „Manchmal jedoch bin ich in meinem Traum geborgen wie im Bauch des Walfischs und fließe durch weite Meere.“

### Der Marschierer
Der Erzähler besucht seine apathische Mutter im Pflegeheim in der Schweiz. Beim Verlassen des Grundstücks fühlt er sich einen Moment lang als der Marschierer und lässt Begegnungen mit ihm Revue passieren. Dann fragt er sich, wie sich der Clochard wohl durchschlägt, und imaginiert – nur unterbrochen von einer Traumwiedergabe – eine detailreiche Geschichte, wie es zu dessen augenblicklichem Zustand gekommen sein könnte. Die Gedanken kehren zur Mutter zurück, dann zur ersten Begegnung mit einem Clochard in seinen Kindertagen.

### Die Gärten des Glücks
Das Capricho beginnt mit einer Auslassung über Antriebsverlust bis hin zur Verlotterung. Die Gedanken fließen wieder zum Marschierer, um schließlich diverse Verhaltensauffällige („Verrückte“) in der Pariser Öffentlichkeit aufzuzählen, was wiederum zur Assoziation demenzkranker Alten im Pflegeheim führt. Er stellt sich seine Mutter als aktive Seniorin vor, wie sie in einer Parkanlage das Leben genießt. Dies ruft frühe Kindheitserinnerungen wach: Aufgrund der bedrückenden Familien-, Wohn- und politischen Situation der 1930er-Jahre drang er in die Gärten der Villen ein, weil er dort „chlorophyllhaft duftendes Glück“ fand.

### Die Nackte und ihr Freund
Der Erzähler behelligt einen befreundeten Maler während eines abendlichen Stadtbummels mit „erotischen Meditationen“. Anschließend vergegenwärtigt er seine Adoleszenz, als eine Faszination für Mädchen aufkeimte, die er zunächst verleugnete. In späteren Jahren gesellte sich zur Hingezogenheit zu Frauen eine Verletzungsangst. Beim Marschierer, dem – wie man sagt – die Frauen zum Verhängnis geworden sein sollen, stellt er sich die Vorgeschichte so vor: Der verheiratete Mann, der auf einer Dienstreise nach Paris ein Liebesabenteuer hatte, dem er vergeblich hinterherläuft, sucht Trost in Bars. Er wird süchtig nach den Animierdamen und sein Leben driftet ab, bis er Ehefrau, Freunde und Wohnung verliert. Aus Erzählersicht ist dieses Capricho fehlgeschlagen, weil aus dem Ruder gelaufen. Wirrnis zieht den Erzähler in eine Bar.

### Epitaph auf einen dicken Mann
Es wird der Tag geschildert, an dem der Erzähler vom Tod seines korpulenten Freundes erfahren hat. Um dem Verstorbenen eine „Gedenkstunde“ zu widmen, ging der Erzähler in eine Kantine. Dort charakterisierte er im Geist den Freund so ausführlich und abschweifend, dass er zeitvergessen als letzter Gast die Kantine verließ. Noch einmal wird der Titel des Buches als Metapher gebraucht: Es heißt dort, der Wanst des Freundes umschließe die eigentliche Person, gleichsam als befinde sie sich „im Bauch des Wals“.

## Der Begriff „Capricho“
Ein „Capricho“, spanische Schreibung von „Capriccio“, ist ursprünglich ein Begriff aus der Musik und bezeichnet launenhaft heterogenes Spiel. Nizon rechnet, bei der Musik bleibend, den Free Jazz darunter. Er verglich sich mit einem am Klavier improvisierenden Komponisten, weil seine Texte aus rhythmischen Stimmungen entstünden, ohne festgelegten Sinn und Ablauf.

## Hintergrund
„Der Marschierer“ heißt eine Skulptur von Alberto Giacometti.
Bezüglich wiederkehrender Figuren in anderen seiner Bücher bekannte Nizon, er schreibe immer am selben Buch. Außer für die Figuren gilt das auch für seinen langjährigen Wohnort Paris, der ein beibehaltener Schauplatz ist.
Zum „musikalischen Aufbau“ erklärte er, er habe beim Schreiben ebensolche Strukturen und Ausdrucksweisen im Ohr. Funktional seien diese ein Ersatz für nicht existierende Handlungsabläufe. Letztere fehlten aufgrund seiner Abneigung gegen lineares und finalisierendes Geschichtenerzählen. Werner Fuld bemerkte dazu in der Frankfurter Allgemeinen Zeitung, dass bei „Caprichos in deren spanischer Schreibweise seit Goya auch das Verstörende immer mitgelesen wird“. Tatsächlich bezieht Nizon ihre begriffliche Verwendung auch auf die Bildende Kunst: Caprichos seien für ihn „[e]ine Form des launischen Umgangs mit eigenen Stoffen“. Nizon weiter: „Ich bilde mir manchmal ein, daß es mir in diesen Caprichos gelingt, wie ein Jongleur quasi aus der Luft Lebensteile aufzugreifen und zu zaubern, die ich ganz direkt als Lebensstrom in das Geflecht meiner Sätze und damit in die Zirkulation in den Blutkreislauf des Lesers einmünden lassen kann. Unwillkürliche, spielerische Manipulationen im Umgang sowohl mit dem Stoff als auch mit dem Leser.“
An anderer Stelle betont er, dass es sich beim Buch nicht um eine bloße Sammlung verschiedener Caprichos handele, sondern um einen Textkomplex. Die fünf Prosastücke könnten durchaus als getrennte Erzählungen stehen, meinte Fuld. Anschlussstellen und Anknüpfungspunkte würden indes den behaupteten Textkomplex herstellen. Peter Utz, Beiträger des in der Reihe Text + Kritik erschienenen Paul-Nizon-Bandes, sieht im spielerisch-fließenden Wechsel von Melodie, Schrittmaß und Takt die „Erlaubnis“ für ein „rasches Umschlagen“ von einem Berichtsfunken zum nächsten. In seinem Essay Paul Nizon – Das Leben am Werk bezeichnet Philippe Derivière die Folge von verschiedenartigen Kurzpassagen als „Zufallsordnung“. Er assoziiert einen Gang durch die Stadt, das heißt, die Straße mit ihren Momentaufnahmen gibt die Reihung vor.

## Einige Interpretationsansätze
Bei Im Bauch des Wals handelt es sich um ein weitgehend autobiografisches Buch. Nizon nennt es eine „Autofiktion“. Er sieht in Selbsterlebtem „Stoffvorräte“, auf die er nach Belieben zugreifen kann.
Auffallend sei laut Heinz-Norbert Jocks (Stuttgarter Zeitung) das Übereinanderschieben von „Schichten verschiedener Vergangenheiten und Entwürfe künftiger Möglichkeiten“. Das Ergebnis sei, vermutete Beatrice von Matt in der Neuen Zürcher Zeitung, eine „pure Selbsterkundung“.
Es besteht eine Ähnlichkeit zwischen dem „vergessenen“ Soldaten im Nirgendwo und einem zurückgezogenen Schriftsteller in seiner Klause. Uwe Schultz nennt in der Stuttgarter Zeitung den Soldaten einen „Stellvertreter der eigenen Schreibarbeit“. Nizon gestand, er bediene sich gerne bei „militärischen Termini“.
Genauso wie der Soldat ein Alter Ego des Autors ist, ist es noch deutlicher der Marschierer, was spätestens dann zum Ausdruck kommt, wenn der Erzähler (gleichbedeutend mit dem Autor) sich einen Moment als der Marschierer wähnt. Nizon bestätigt dies, indem er sich selbst als „Marschierer“ bezeichnet. In der Schweizer Literaturzeitschrift Quarto schreibt Sabine Haupt, der Marschierer sei „Identifikations- und Kontrastfigur zugleich: eine Radikalisierung und Verengung der eigenen Biografie auf die Momente der Flucht und der Wanderschaft, ein Sinnbild für alles Prozessuale, Unfertige, sich Wandelnde, sich Verschwendende und Verschwindende“. In Text + Kritik schreibt Utz: „Immer stärker wird die faszinierte Identifikation des Erzählers mit dieser Figur: Der Marschierer im Doppelmantel ist ein Doppelgänger des Erzählers. Er kann sich ihn nur vom Leib halten, indem er ihm eine Biographie zu erfinden beginnt. Unschwer ist zu erkennen, daß der Erzähler dieser Figur die melancholische Variante seiner eigenen Geschichte andichtet […].“
Paul Nizon erweitert die Sicht auf die Identität hinter seinen Figuren: „Darum sind die Ichs, die in meinen Büchern existieren, letztlich, auch wenn sie das Ich des Schreibenden sind, fiktionale Ichs.“ In seinem Nizon-Essay kommt Philippe Derivière zu dem Schluss, dass es um die „menschliche Existenz überhaupt“ geht, „wovon Nizon ein Teil ist“. Die Rückblenden in die kindliche Vergangenheit sind Paul Nizons echte Jugenderinnerungen.
Ausgehend von der Metapher „Bauch des Wals“ für den „Mutterschoß“ lässt sich unter Hinzunahme der „Stadt“ ein Triple bilden, über das Haupt sagt: „Mutter, Wal und Stadt werden zu (metonymisch austauschbaren) Aspekten eines einzigen, ambivalenten Sehnsuchtstopos […].“ Nizons – wie er sie nennt –  „Cella“ (eigentlich Mönchszelle, hier Schreibklause) gehört ebenso in diese Begriffsreihe.
Insbesondere die Literaturwissenschaftlerin Sabine Haupt und der auf autobiografisches Schreiben spezialisierte belgische Journalist Philippe Derivière bieten in ihren längeren Abhandlungen weitere Interpretationsansätze an.

## Rezeption
Sabine Haupt urteilt in Quarto, Im Bauch des Wals sei ein Werk mit „teils hochtrabend-existenzielle[m] teils beschwingt-musikalische[m] Pathos“. Werner Fuld befand in der Frankfurter Allgemeinen Zeitung, dass die „subtile kompositorische Arbeit des Autors in der kleinen Form“ „vollendet gelungen“ sei. Für den Netzauftritt des Standard stellte Christoph W. Bauer heraus, es läge eine „meisterhafte Capriccio-Sammlung“ vor.
Samuel Moser prognostizierte angesichts heftiger Wechsel „von Hell und Dunkel, Lärm und Stille, Hektik und Innehalten“ in der Süddeutschen Zeitung „elektrifizierte Leser“. Etwas skeptischer sieht dies Derivière in seinem Nizon-Essay, denn die Logik der „subtile[n] Zusammenstellung von Kurzpassagen“ bleibe in der Schwebe.
Uwe Schultz von der Stuttgarter Zeitung meinte, die Kunstfertigkeit Nizons bestehe in der Mitgabe „eine[r] schwebende[n] Leichtigkeit und eine[r] kluge[n] Verführung“. Tagesspiegel-Mitarbeiterin Hedwig Rohde sah im Buch „nichts als Einzelvorstellungen vom unentwegten Soldaten der Schreibarbeit“, enthielt sich jedoch einer geschmacklichen Wertung. Iris Radisch (Die Zeit) reichte es nicht aus, im „schummrig“ Erzählten immerzu das „Ich“ des Autors auszumachen. Beatrice von Matt meinte in der Neuen Zürcher Zeitung, Bekanntes aus früheren Büchern weiche die hohe Qualität auf und eine viel zu direkte Betonung des Autobiografischen schade der Konzeption der Hauptfigur. Trotzdem lohne sich die Lektüre wegen der ambivalenten erfundenen Figuren. Ihr Resümee: „Die Strahlkraft des Gelungenen wird manchmal vor den Augen der Leser vom diffusen Ich verschattet: eine Erklärung dafür, dass dieses Buch zum Teil eindrucksvoll gelingt und zum andern massiv falliert.“
Nizon äußerte im Interview mit Alfons Huckebrink, es gebe Reaktionen in der Richtung, dies sei sein bestes Buch.

## Kurzes Resümee
Werner Fuld erklärt das Dargebrachte verknappt: „Das Buch ist Erinnerung, Arbeitsbericht, Selbstporträt und Geschichtenreservoir in einem.“ Das Werk bestätigt zudem, dass Paul Nizon eine „Abneigung gegen das Versimpeln“ hat, wie vom Autor selbst in einem Gespräch mit Michael Langer geäußert.

## Ausgaben
- Erstausgabe: Suhrkamp, Frankfurt am Main 1989, ISBN 3-518-40159-9.
- Taschenbuchausgabe: Suhrkamp Taschenbuch 1900. Suhrkamp, Frankfurt am Main 1991, ISBN 3-518-38400-7.
- Taschenbuchausgabe: Suhrkamp Taschenbuch 2620. Suhrkamp, Frankfurt am Main 1996, ISBN 3-518-39120-8. (Verwendete Ausgabe)
- Teil von: Gesammelte Werke. Band 6. Suhrkamp, Frankfurt am Main 1999, ISBN 3-518-41083-0. (Verwendete Ausgabe)